# Raimundo Albergaria
Raimundo Silva de Albergaria (Muriaé, 31 de agosto de 1940 - 1992) foi um político brasileiro do estado de Minas Gerais.

Foi deputado estadual em Minas Gerais no período de 1970 até a data do seu falecimento em 1992 (da 8ª à 12ª legislatura

)
Raimundo Albergaria foi presidente da Associação dos Funcionários Fiscais do Estado de Minas Gerais e vice-presidente da Federação Nacional dos Funcionários. Na Assembleia Legislativa foi 2º- secretário (1983-1984) e 2°- vice-presidente.